# Ignon
Ignon – rzeka we Francji, przepływająca przez teren departamentu Côte-d’Or, o długości 44,2 km. Stanowi prawy dopływ rzeki Tille.

## Geografia
Długość rzeki wynosi 44,2 km. Swoje źródło ma w pobliżu Poncey-sur-l’Ignon na płaskowyżu Langres w Côte-d’Or, mniej niż 2 kilometry na południowy wschód od źródła Sekwany.

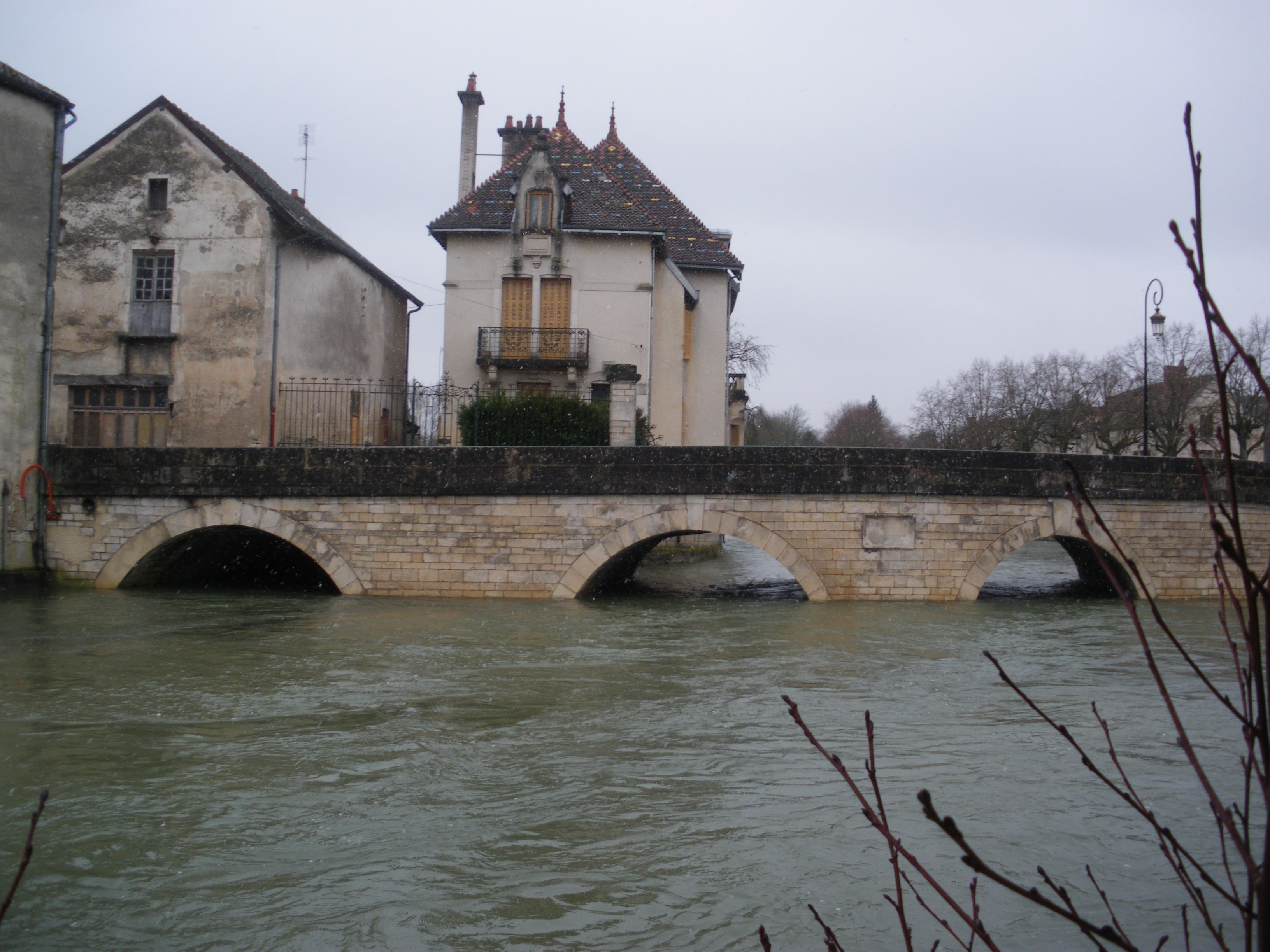
Ignon w Is-sur-Tille 1 stycznia 2010

Ignon uchodzi do Tille jako jej prawy dopływ w Til-Châtel, na wysokości 264 m n.p.m., około 500 m od zamku.
Ignon przepływa przez: Poncey-sur-l’Ignon (źródło), Pellerey, Lamargelle, Frénois, Moloy, Courtivron, Tarsul, Saulx-le-Duc, Villecomte, Diénay, Is-sur-Tille, Marcilly-sur-Tille, Til-Châtel (ujście). Wszystkie gminy znajdują się w departamencie Côte-d’Or.

## Dopływy
- Ougne (lewy) – o długości 13,2 km, przepływa przez Saint-Seine-l’Abbaye
- Ruisseau de Léry (lewy) – o długości 8 km
- Riot (prawy) – o długości 2,6 km
- Ru de Saint-Seine (lewy)